# The Monkees Present
The Monkees Present (полное название The Monkees Present Micky, David, Michael) — восьмой студийный альбом американской поп-рок-группы The Monkees, второй альбом, выпущенный после ухода из группы Питера Торка и последний альбом, записанный с участием Майкла Несмита до воссоединения группы в 1996 году. Изначально альбом планировали выпустить в формате двойного винила так, чтобы каждая сторона пластинки соответствовала одному из участников квартета, однако в связи с уходом Торка от этой идеи пришлось отказаться.
Альбом занял 100 строчку в чарте Billboard 200.

## Список композиций
| №  | Название                     | Вокал        | Длительность |
| -- | ---------------------------- | ------------ | ------------ |
| 1. | «Little Girl»                | Микки Доленц | 2:00         |
| 2. | «Good Clean Fun»             | Майкл Несмит | 2:19         |
| 3. | «If I Knew»                  | Дэви Джонс   | 2:22         |
| 4. | «Bye Bye Baby Bye Bye»       | Микки Доленц | 2:20         |
| 5. | «Never Tell a Woman Yes»     | Майкл Несмит | 3:47         |
| 6. | «Looking for the Good Times» | Дэви Джонс   | 2:04         |

| №   | Название                   | Вокал        | Длительность |
| --- | -------------------------- | ------------ | ------------ |
| 7.  | «Ladies Aid Society»       | Дэви Джонс   | 2:41         |
| 8.  | «Listen to the Band»       | Майкл Несмит | 2:42         |
| 9.  | «French Song»              | Дэви Джонс   | 2:22         |
| 10. | «Mommy and Daddy»          | Микки Доленц | 2:13         |
| 11. | «Oklahoma Backroom Dancer» | Майкл Несмит | 2:36         |
| 12. | «Pillow Time»              | Микки Доленц | 2:32         |